# Acacia caerulescens
Acacia caerulescens е вид растение от семейство Бобови (Fabaceae).
Това растение е ендемит за Виктория (Австралия). Расте на височина до 10 – 15 метра.